# فیبروفریت
فیبروفریت  (به انگلیسی: Fibroferrite) با فرمول شیمیایی Fe 3+[OH - SO4].5H2O از مجموعه کانی هاست و از کلمات لاتین fibra یعنی فیبر و رشته و ferrum به معنای آهن گرفته شده‌است. به آسانی در آب حل می‌شود. Fe2O۳:۳۰٫۸۳٪  ۶ SO۳:۳۰٫۹۱٪  H2O:۳۸٫۲۶٪  برای اولین بار در شیلی (کوپیاپو) کشف شد و از نظر شکل بلور: آسیکولار، رنگ: سفید - زردروشن - خاکستری - سبز تا سبز روشن، شفافیت: نیمه شفاف، جلا: ابریشمی - صدفی، رخ: کامل - مطابق با، سیستم تبلور: ارترومبیک و در رده‌بندی سولفات است  و منشأ تشکیل آن ثانوی است.
همایند کانی‌شناسی (پارانژ) آن - آلونوژن- هالوتریکیت- ملانتریت و دیگر سولفاتها است
، از نظر ژیزمان بلوری - آگرگاتهای توده‌ای - حفره دار- شعاعی - خوشه‌ای تقریباْ کمیاب است و بیشتر در آرژانتین، فرانسه، چک اسلواکی، شیلی، بولیوی، آمریکا و روسیه یافت می‌شود.

## منبع
- پردیس کشاورزی ایران